# طب سنتی

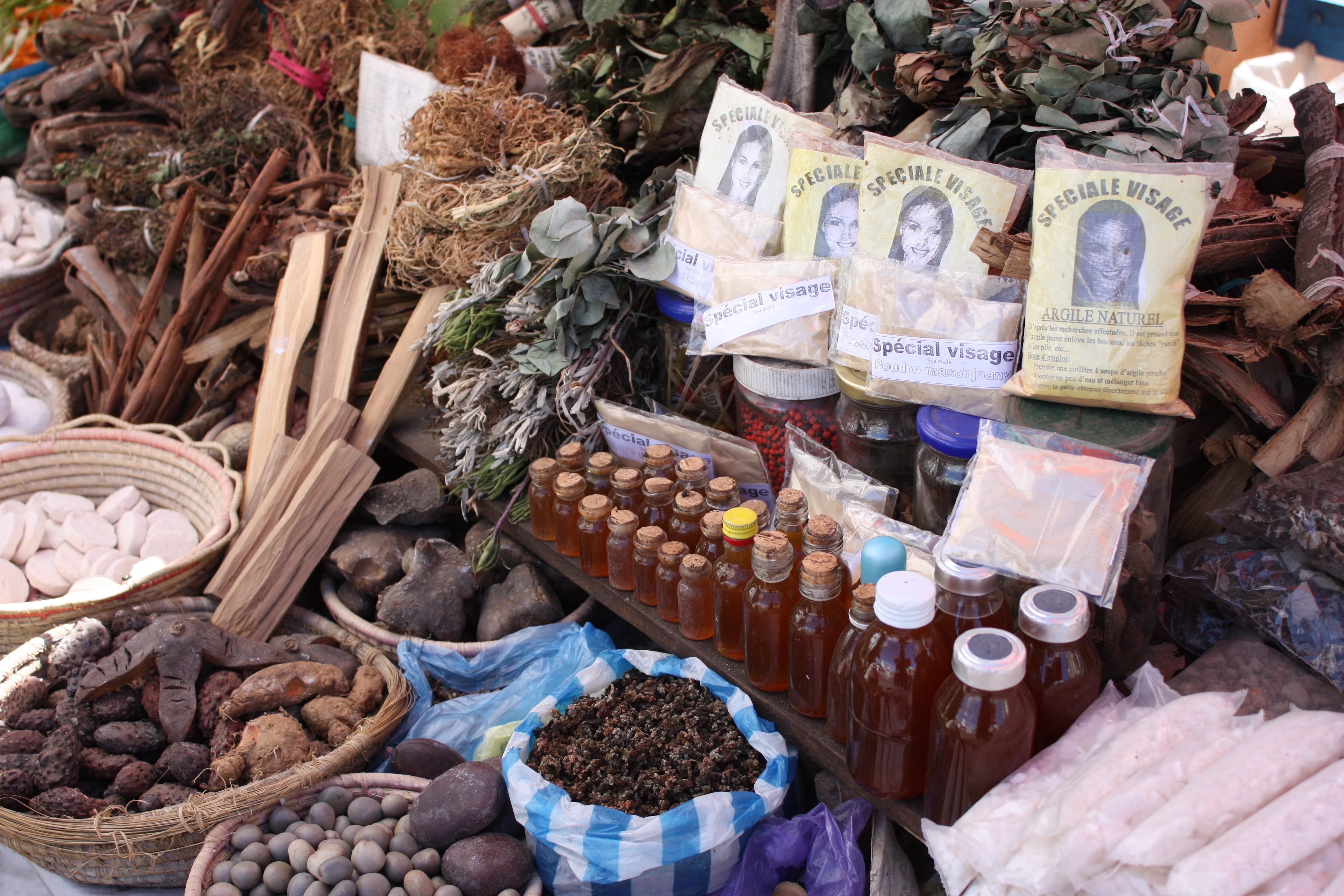
داروهای طب سنتی در بازاری در شهر آنتاناناریوو، ماداگاسکار.

طب سنتی شامل جنبه‌های پزشکی در دانش سنتی است که در جوامع گوناگون و در نسل‌های مختلف پیش از دوران پزشکی مدرن شکل گرفته‌است. طبق تعریف سازمان بهداشت جهانی (WHO)، طب سنتی « مجموعه‌ای است از دانسته‌ها، مهارت‌ها و اعمال که بر پایهٔ نظریه‌ها، باورها و تجربه‌های بومی فرهنگ‌های مختلف خواه قابل شرح باشد یا نباشد که در بهداشت و نیز پیشگیری، تشخیص، بهبود و مداوای بیماری‌های جسمی و ذهنی مورد استفاده قرار می‌گرفتند ». یکی از راه‌های مستندسازی درمان‌های طب سنتی ، « پزشکی مبتنی بر شواهد » می‌باشد .
در برخی از کشورهای آسیایی و آفریقایی ، تا ۸۰٪ از مردم نیازهای اولیهٔ بهداشتی خود را از طریق طب سنتی برطرف می‌کنند . زمانی که از طب سنتی خارج از فرهنگ سنتی استفاده می‌شود، آن را به عنوان « پزشکی جایگزین » در نظر می‌گیرند .
برخی از انواع طب سنتی مورد استفاده در سراسر دنیا عبارت اند از : طب سنتی چین، طب سنتی کره‌ای، طب سنتی آفریقایی، طب ایران باستان، طب سنتی ایرانی، آیورودا و طب سنتی اروپایی. رشته‌های علمی که به مطالعهٔ طب سنتی می‌پردازند عبارت اند از گیاه‌درمانی، اتنومدیسین، مردم‌گیاه‌شناسی و انسان‌شناسی پزشکی.
سازمان جهانی بهداشت خاطر نشان می‌کند که « استفادهٔ نادرست از داروها و روش‌های سنتی می‌تواند اثرات منفی یا خطرناکی داشته باشد » و « پژوهش‌های بعدی لازم است تا اثربخشی و ایمنی داروها و روش‌های مورد استفاده در برخی از طب‌های سنتی تأیید گردد .» سازمان جهانی بهداشت یک راهبرد ۹ ساله برای حمایت از کشورهای عضو دارد که از نقش مثبت و سازنده طب سنتی در جوامع اطمینان حاصل گردد .

## انتقادات

### تاریخچه
منتقدان به طب سنتی از زمان پیدایش این طب و در دیالوگ با آن انتقاداتی را نسبت به آن روا داشته‌اند. بعضی از بقراطی‌ها خودشان را تجربه‌گرا نامیدند و نظریاتی که مفروضات در آنان بر مشاهدات تقدم داشتند را نقد کردند: 
کسانی که سخن گفتن یا نوشتن دربارهٔ‌ طب را بر عهده گرفته‌اند و برای استدلالشان برخی فرض‌ها را مفروض گرفته‌اند، اعم از گرم یا سرد یا خشک یا تر یا هر چیز دیگری که دوست داشته‌اند... این جماعت آشکارا در بسیاری از چیزهایی که می‌گویند به خطا می‌روند ... لذا من چنین فرض کرده‌ام که علم طب به هیچ یک از فرض‌های تهی از آن نوع که امور نامرئی و مبهم بدان نیاز دارند نیازمند نیست، اموری که اگر کسی بکوشد در مورد آنها چیزی بگوید به ناچار باید فرضی را مورد استفاده قرار دهد، مثلاً چیزهایی در آسمان یا چیزهایی در زیر زمین.
 سایر بقراطی‌ها با این رویکرد مخالف بودند و با وجود این که امکان آزمون‌های تجربی برای بسیاری از ادعاهایشان وجود داشت، عملاً به مشاهدات کمی اشاره کردند.

### نگرانی‌های ایمنی
اگرچه ۱۳۰ کشور در مورد داروها و تجویزهای طب سنتی مقررات دارند، اما خطرات ناشی از استفاده از آنها وجود دارد (به عنوان مثال، بیماری مزمن زئونوز، عمدتاً به دلیل اینکه برخی از داروهای طب سنتی هنوز از مواد حیوانی استفاده می‌کنند در انسان ایجاد می‌شود.). اغلب تصور می‌شود که به دلیل طبیعی بودن داروهای فرض شده، آنها بی خطر هستند، اما اقدامات احتیاطی متعددی با استفاده از داروهای گیاهی همراه است.

### استفاده از گونه‌های در حال انقراض
حیوانات در حال انقراض، مانند چشم‌گرد تنبل، گاهی برای تهیه داروهای سنتی کشته می‌شوند.
باله‌های کوسه در طب سنتی نیز مورد استفاده قرار گرفته‌اند و اگرچه اثربخشی آنها اثبات نشده‌است، اما به جمعیت کوسه‌ها و بومسازگان آنها آسیب می‌رساند.
تجارت غیرقانونی عاج را می‌توان تا حدی در خریداران طب سنتی چینی جُست. تقاضا برای عاج یک عامل بزرگ در شکار غیرقانونی گونه‌ها مانند کرگدن و فیل است.

## طبع غذاها
در طب سنتی غذا به دو دسته سرد، گرم تقسیم می‌شوند؛ که روش‌هایی برای تشخیص این ۲ امر وجود دارند ولی استثنائاتی در این زمینه هم وجود دارد.
کلیه ماده‌های غذایی، تندی، شوری و شیرینی جزء گرم مزاج‌ها شناخته می‌شود.
و کلیه ماده‌های غذایی ترش، ملس، کال، میوه نارس و هر چیزی سفید به جزء شکر و نمک جزء سرد مزاج‌ها شناخته می‌شود.
که خود این ۲ دسته بر اساس حالت میزان موجود آب درون ماده غذایی، تقسیم‌بندی می‌شود.
| غذاهای گرم، خشک  | پنیر کهنه، موسیر، کلم، سیر، چغندر(لبو)، پیاز، تخم ریحان، فلفل سبز، بادمجان، برگ چغندر، پونه، پیازچه، ترخون، تره شاهی، جعفری، رازیانه، ریحان، شاه تره، شنبلیله، شوید، کرفس، کنگر، گزنه، مارچوبه، مرزه، نعناع، والک، نخود، لپه، جوی دوسر، شیره خرما، شکر سرخ، نارگیل، زیتون، به، انبه، فندق، گردو، روغن زیتون، عسل، آهو، اردک، بلدرچین، جوجه کباب، تخم ماهی، کپک، خروس، کبوتر، گنجشک، قرقاول، شترمرغ، شتر، دل، تخمه آفتابگردان، چلغوزه، آویشن، اسفند، اسطوخودوس، بادرنجبویه، پونه، دارچین، زردچوبه، زعفران، زنجبیل، برزک، بادام هندی، بادام تلخ، بنه، پسته، مر مکی، بهارنارنج، تخم شربتی، |
| غذاهای گرم، تر   | کره، ماست چکیده، شلغم، هویج، انواع ترب، زردک، سیب زمینی ترشی، قدومه، خاکشیر، اقسام توت، بالنگو، خربزه، طالبی، خیار چنبر، گرمک، تربچه، یونجه، گندم، اقسام لوبیا، انجیر تازه، انجیر خشک، انگور، خرما، سیب‌زمینی، قیسی، گلابی، موز، مویز، گوسفند، بوقلمون، پاچه، جگر سفید{شش یاریه}، جگر سیاه، زبان، مغز، غاز، سار، مرغ محلی، میگو، گل گاوزبان، بادام شیرین، بادام زمینی، تخم طالبی، تخم خربزه، کنجد، ارده، روغن بادام تلخ، روغن کنجد، شیره، انگور، آناناس |
|                  | |
| غذاهای سرد و تر  | پنیر تازه، خامه، دوغ، ماست، سرشیر، شیر، سیب زمینی، اسفرزه، توت فرنگی، خیار بوته ای، اقسام کدو، هندوانه، گوجه فرنگی، اسفناج، بامیه، خرفه، قارچ خوراکی، کاسنی، کاهو، لوبیا سبز، باقالا تازه، نخود سبز، دارابی، پرتقال، آلوچه، آلو، هلو، نارگیل، لیمو شیرین، کیوی، شلیل، شفتالو، انواع ماهی، گوشت گاو، به دانه، تخم کدو، تخم هندوانه، خشخاش، به‌لیمو، شاه توت |
| غذاهای سرد و خشک | قره قروت، کشک، بارهنگ، تمشک، شاتوت، ترشک، ریواس، گشنیز، ارزن، برنج، جو، باقالا خشک، ذرت، عدس، ماش، ولیک، نارنج، لیمو عمانی، سنجد، گریپ فروت، کنار، غور، زرشک، زغال اخته، زالزالک، تمر هندی، بالنگ، انار ترش، ازگیل، آلبالو، سیرابی، قلوه، گوشت بز، قهوه، نشاسته، سماق، بلوط خوراکی، شاه بلوط، شاهدانه، سرکه |
| غذاهای معتدل     | خاکشیر، بادام، سیب، کرفس، نیمرو، سبزی خوردن، شیر تازه، شیر ترش، آب باران، انار شیرین، آش زیره، زردآلو، خرمای نیم رسیده، بنفشه، ریحان یا سوسنبر، سیب شیرین، کوکو سبزی، فرنی، بال و گردن مرغان، شکر، آبگوشت، آبگوشت شیر، آبگوشت گندم، آبگوشت لپه، آبگوشت بزباش، کوفته با گوشت گوسفند، گوشت بره، گوشت تیهو، گوشت مرغ خانگی، نان فطیر، نان فرنی، تخم مرغ (زرده گرم و تر، سفیده، سرد) |